# نادي سانتا كولوما
نادي سانتا كولوما لكرة القدم هو فريق كرة قدم أندوري مقره في قرية سانتا كولوما، في رعية أندورا لا فيلا. يلعب النادي حالياً في الدرجة الممتازة، وهو البطل الحالي وأنجح فريق بعشرة ألقاب. وهو أيضًا الفريق الأكثر نجاحاً في كأس الدستور، حيث فاز به ثماني مرات.

## روابط خارجية
- الموقع الرسمي
- سانتا كولوما على UEFA.COM
- سانتا كولوما على Weltfussball.de
- سانتا كولوما على National Football Teams.com
- سانتا كولوما على Football-Lineups.com